# Erton Fejzullahu
Erton Fejzullahu (Titova Mitrovica, 9 de abril de 1988) é um futebolista sueco-kosovar que atua como atacante. Atualmente está no Žalgiris.

## Carreira

### Mjällby AIF
Em sua primeira temporada profissional, assinou pelo clube sueco Mjällby AIF, que na época jogava pela Superettan, a segunda divisão sueca. Lá, conseguiu se firmar na equipe principal e conseguiu ser um dos artilheiros do campeonato, com 13 gols em 14 jogos somente na primeira metade da temporada e foi chave na eliminação de dois times da primeira divisão na Copa da Suécia.

### NEC Nijmegen
Em 17 de julho de 2019 o clube holandês NEC Nijmegen obteve os direitos de Erton num contrato de quatro anos. Na primeira temporada era titular regular pelo clube, mas na segunda seu tempo de jogo diminuiu e foi emprestado ao Randers, da Dinamarca. Foi emprestado novamente, mas desta vez ao seu antigo clube, Mjällby. No começo ele estava com dificuldades de readaptação. Erton mais tarde disse que tal dificuldade existia pois estava em má forma mental e física na época. Ele ficou no time por um ano e conseguiu melhorar sua forma, marcando seis gols em 15 jogos na temporada 2012. Quando o empréstimo terminou em julho o clube quis comprálo, mas não pôde arcar com os valores da transferência.

### Djurgårdens IF
O Djurgårdens IF conseguiu contratar Erton por um valor reportado de 10 milhões de kronas suecas.

### Beijing Guoan
Erton foi emprestado ao Beijing Guoan em julho de 2014. Fez sua estreia pelo Beijing Guoan em 30 de julho de 2014 com uma grande performance, fazendo 2 gols e uma assistência, aumentando rapidamente sua popularidade como estrangeiro no clube. Em 2015, entretanto, o clube contratou o brasileiro Kléber junto ao Porto e Erton perdeu a sua titularidade completamente, pois com ele o clube passaria do limite de estrangeiros. Em novembro de 2015, rescindiu seu contrato com o clube.

### Dalian Transcendence
Em 25 de janeiro de 2016, Erton continuou sua carreira na China assinando com o Dalian Transcendence, clube da segunda divisão nacional.

## Carreira internacional

### Suécia
Em dezembro de 2012, teve sua primeira convocação para a Seleção Sueca para um tour de três jogos que fariam em janeiro de 2013. Fez sua estreia em 23 de janeiro, fazendo o gol de empate no 1 a 1 contra a Coreia do Norte na King's Cup de 2013. A Suécia veio a ganhar por 4 a 1 nos pênaltis.

### Albânia
Em dezembro de 2014, foi-se reportado, já que Erton queria jogar na seleção albanesa, pois ele é etnicamente albanês. Ele fez contatos com a Associação de Futebol da Albânia e estava esperado que ele seria convocado pelo então treinador Gianni de Biasi.

### Kosovo
Entretanto, acabou por aceitar um convite para se juntar à seleção kosovar e teve seu primeiro jogo contra Guiné Equatorial em um amistoso em 10 de outubro de 2015.